# داماسو آلونسو
 داماسو آلونسو (انگلیسی: Dámaso Alonso؛ ۲۲ اکتبر ۱۸۹۸ – ۲۵ ژانویهٔ ۱۹۹۰) یک شاعر، نویسنده، فیلولوژی، و زبان‌شناس اهل اسپانیا بود.
وی همچنین برنده جوایزی همچون جایزه سروانتس شده است.